# 逐格鬥
《逐格鬥》，為香港無綫電視製作之遊戲節目。由2010年1月10日起逢星期日21:00-22:00，於翡翠台及高清翡翠台播放，以高清技術拍攝。本節目由鄭裕玲及I Love U Boyz擔任主持，助手曾愛媚，共13集。

## 遊戲規則
每集會由海軍隊及水兵隊作賽。每隊各有一位隊長及三位隊員。兩隊會挑戰各個遊戲，每勝出一個遊戲，就可以以井字過三關的形式，在過三關內填上一格。但如果攻方已橫、直或斜連成一線而守方尚未勝出一個遊戲，其「皇牌」則自動生效，直至雙方均已使用「皇牌」為止。

### 各項遊戲

#### 鬥大風
兩隊隊長先要以「剪刀、石頭、布」決定遊戲先後，勝方負責決定由那隊先進行遊戲。每隊三位隊員需要在大風扇前，用車冚將車身覆蓋好，以最短時間完成者勝出。
在本節中後期，本遊戲有另一玩法。就是啜麵條，參賽者需在大風扇前蒙著雙眼，由另一參賽者餵他吃，比賽時間結束後，量度在口中麵條的總長度，多者勝出。

#### 鬥拉巾
遊戲以五局三勝制進行。每局每隊各派出一位隊長或隊員作賽。雙方在胯下互相拉扯毛巾，成功奪取毛巾者勝出。

#### 鬥射門
遊戲以五局三勝制進行。每局每隊各派出一位隊長或隊員作賽。雙方在桌上的小型足球場，用口將足球吹進對方龍門。其間，主持人可以隨時將爽身粉撒在桌上。成功將足球吹進對方龍門者勝出。

#### Pat鬥Pat
遊戲以五局三勝制進行。每局每隊各派出一位隊長或隊員作賽。雙方隊員需以腎部碰觸對方腎部，直至將對方逼出範圍為止。

#### 鬥搶錢
遊戲以五局三勝制進行。每局每隊各派出隊長或隊員共兩位作賽（有時為每隊四人）。玩法是參賽4人／8人同時扯大欖，爭奪分別放在四個角落的1000元紙幣（曾經為金條），最快者勝出。獎品是1000元（曾經為足金老虎）。

#### 鬥掟Cream
遊戲以五局三勝制進行。兩隊隊長先要以「包剪揼」決定遊戲先後，勝方負責決定由那隊先進行遊戲。每局每隊各派出一位隊長或隊員作賽。玩法是輪流投擲奶油，但只限面部，其他身體部份不計。

#### 鬥瓜子
兩隊隊長先要以「包剪揼」決定遊戲先後，勝方負責決定由那隊先進行遊戲。玩法是參賽者需在面上噴水，然後在瓜子盆中盡量舔多一些瓜子，最終總重量最多者勝出。

#### 鬥撲火
兩隊隊長先要以「包剪揼」決定遊戲先後，勝方負責決定由那隊先進行遊戲。

#### 鬥耐跑
遊戲以五局三勝制進行。每局每隊各派出一位隊長或隊員作賽。

#### 鬥吹B
兩隊隊長先要以「包剪揼」決定遊戲先後，勝方負責決定由那隊先進行遊戲。

## 每集嘉賓
| 集數 | 播映日期 | 錄影日期       | 嘉賓 | 獲勝隊伍 | 奪得Jackpot |
| 1    | 1月10日  | 2009年12月21日 | 海軍隊：黎耀祥（隊長）、麥長青、鄭欣宜、馬蹄露 水兵隊：阮兆祥（隊長）、梁靖琪、鄧兆尊、魯 芬                                 | 海軍隊   | 成功        |
| 2    | 1月17日  | 2009年12月29日 | 海軍隊：森 美（隊長）、張惠雅、黎美言、王志安 水兵隊：張繼聰（隊長）、賈曉晨、狄易達、張紋嘉                                 | 海軍隊   | 失敗        |
| 3    | 1月24日  | 2009年12月30日 | 海軍隊：商天娥（隊長）、敖嘉年、梁烈唯、鄧上文 水兵隊：楊思琦（隊長）、林子善、黃嘉樂、高海寧                                | 海軍隊   | 失敗        |
| 4    | 1月31日  | 2010年1月4日   | 海軍隊：吳家樂（隊長）、周家蔚、陳敏之、陳山聰 水兵隊：洪天明（隊長）、胡諾言、梁嘉琪、戴夢夢                                | 海軍隊   | 成功        |
| 5    | 2月14日  | 2010年1月11日  | 海軍隊：金 剛（隊長）、胡蓓蔚、陳 爽、姜文杰 水兵隊：王祖藍（隊長）、呂慧儀、張嘉兒、王浩信                                  | 水兵隊   | 成功        |
| 6    | 2月21日  | 2010年1月25日  | 海軍隊：江欣燕（隊長）、郭少芸、羅天池、趙永洪 水兵隊：徐 榮（隊長）、沈震軒、何傲兒、鄭欣宜                                 | 海軍隊   | 失敗        |
| 7    | 2月28日  | 2010年2月1日   | 海軍隊：胡定欣（隊長）、高鈞賢、沈卓盈、黃澤鋒 水兵隊：湯盈盈（隊長）、黃德斌、蕭正楠、陳美詩                                | 海軍隊   | 失敗        |
| 8    | 3月7日   | 2010年2月8日   | 海軍隊：惠英紅（隊長）、黃智賢、姚子羚、袁偉豪 水兵隊：郭政鴻（隊長）、周家怡、葉翠翠、羅仲謙                                | 水兵隊   | 失敗        |
| 9    | 3月14日  | 2010年2月22日  | 海軍隊：張美妮（隊長）、康 華、鄧永健、陳智燊 水兵隊：彭健新（隊長）、朱慧敏、李雨陽、趙碩之                                 | 海軍隊   | 成功        |
| 10   | 3月21日  | 2010年1月18日  | 海軍隊：阮小儀（隊長）、朱 薰、詹志民、彭懷安 水兵隊：C 君（隊長）、6 永、樂 瞳、李卓庭                                      | 海軍隊   | 失敗        |
| 11   | 3月28日  | 2010年3月1日   | 海軍隊：鄧梓峰（隊長）、朱凱婷、陳志健、關寶慧 水兵隊：曾華倩（隊長）、司徒瑞祈、姚樂怡、鄭健樂                              | 水兵隊   | 失敗        |
| 12   | 4月4日   | 2010年3月8日   | 海軍隊：林 雪（隊長）、吳浩康、李 蘊、陸詩韻 水兵隊：王合喜（隊長）、莊思敏、歐陽靖、梁政珏                                  | 水兵隊   | 成功        |
| 13   | 4月11日  | 2010年3月22日  | 海軍隊：阿 奴（隊長）、張嘉兒、張美妮、葉翠翠、 陳智燊、羅天宇 水兵隊：阿 占（隊長）、小 肥、高鈞賢、何傲兒、 梁嘉琪、戴夢夢 | 海軍隊   | 成功        |

## 收視
以下為本節目於香港無綫電視翡翠台、高清翡翠台之收視紀錄：
| 集數 | 播映日期      | 平均收視 | 最高收視 |
| 1    | 2010年1月10日 | 27點     | 30點     |
| 2    | 2010年1月17日 | 24點     |          |
| 3    | 2010年1月24日 | 23點     |          |
| 4    | 2010年1月31日 | 24點     |          |
| 5    | 2010年2月14日 | 19點     |          |
| 6    | 2010年2月21日 | 21點     |          |
| 7    | 2010年2月28日 | 20點     |          |
| 8    | 2010年3月7日  | 20點     |          |
| 9    | 2010年3月14日 | 19點     |          |
| 10   | 2010年3月21日 | 20點     |          |
| 11   | 2010年3月28日 | 21點     |          |
| 12   | 2010年4月4日  | 18點     |          |
| 13   | 2010年4月11日 | 23點     |          |

- 全体平均23点

## 記事
- 2009年12月29日：香港老牌洗滌巨頭——威威日化宣佈以7位數費用獨家冠名此節目。
- 2009年12月30日：此節目在18:30於將軍澳電視廣播城一廠舉行拜神儀式。[1]
- 2010年2月7日：由於播映《超級巨聲》（最終回），本節目暫停播映。
- 2010年2月14日（年初一）：由於播映特備節目《2010國泰航空新春國際滙演之夜》，本節目改為晚上21:45播映。
- 2010年2月21日：本集為新春特別版，播映長度為1小時30分（晚上21:00-22:30）。

## 相關
- 節目報導：大公報[永久]

## 作品的變遷
| 無綫電視 翡翠台、高清翡翠台 星期日 21:00-22:00 | 無綫電視 翡翠台、高清翡翠台 星期日 21:00-22:00 | 無綫電視 翡翠台、高清翡翠台 星期日 21:00-22:00 |
| ---------------------------------------------- | ---------------------------------------------- | ---------------------------------------------- |
|                                                | 逐格鬥 （2010.01.10 - 2010.04.11）             |                                                |
| 至8女人心 （2009.11.8 - 2010.01.03）           | 超級遊戲獎門人大爆發 （2010.04.18）            |                                                |